# Marquesado de Martorell

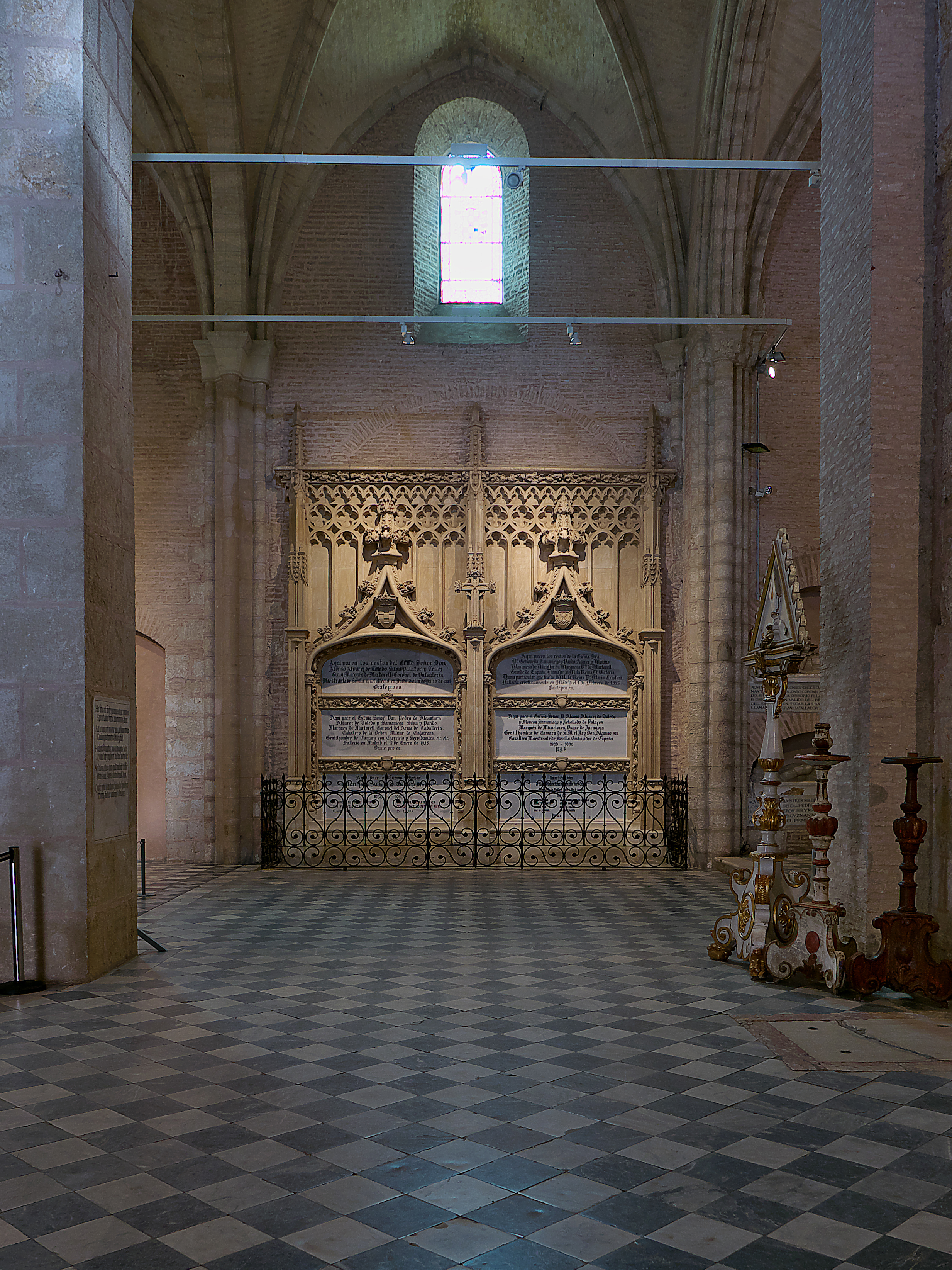
Monasterio de San Isidoro del Campo

El marquesado de Martorell es un título nobiliario español creado en 1627 por el rey Felipe IV a favor de Luis Francisco Fajardo de Zúñiga y Requeséns, nieto de Luis Fajardo y Requeséns, III marqués de Molina, de la casa de los Vélez y señor de la baronía de Martorell, por incorporación de la casa de Requeséns de Soler. Su nombre se refiere al municipio catalán de Martorell, en la provincia de Barcelona.

## Lista de barones y marqueses de Martorell
|                                               | Titular                                          | Periodo                            |
| Señores de la baronía de Martorell            | Señores de la baronía de Martorell               | Señores de la baronía de Martorell |
| --------------------------------------------- | ------------------------------------------------ | ---------------------------------- |
| I                                             | Luis de Requesens                                | -1509                              |
| II                                            | Estefanía de Requesens                           | 1509-1549                          |
| III                                           | Luis de Requesens                                | 1549-1576                          |
| IV                                            | Mencía de Requesens                              | 1576-1618                          |
| V                                             | Luis Francisco Fajardo de Zúñiga y Requesens     | 1618-1637                          |
| Marqueses de Martorell Creación por Felipe IV |                                                  |                                    |
| I                                             | Luis Francisco Fajardo de Zúñiga y Requesens     | 1627–1637                          |
| II                                            | Pedro Fajardo de Zúñiga y Requesens              | 1637–1647                          |
| III                                           | Fernando Joaquín Fajardo de Requesens y Zúñiga   | 1647–1693                          |
| IV                                            | María Teresa Fajardo de Requesens y Zúñiga       | 1693–1715                          |
| V                                             | Catalina de Moncada y Aragón                     | 1715–1727                          |
| VI                                            | Fadrique Vicente Álvarez de Toledo Osorio        | 1727–1753                          |
| VII                                           | Antonio Álvarez de Toledo Osorio                 | 1753–1773                          |
| VIII                                          | José Álvarez de Toledo y Gonzaga                 | 1773–1796                          |
| IX                                            | Francisco de Borja Álvarez de Toledo y Gonzaga   | 1796–1821                          |
| X                                             | Pedro de Alcántara Álvarez de Toledo y Palafox   | 1821–1866                          |
| XI                                            | Alonso Tomás Álvarez de Toledo y Silva           | 1866–1895                          |
| XII                                           | Pedro de Alcántara Álvarez de Toledo y Samaniego | 1896–1925                          |
| XIII                                          | Joaquín Álvarez de Toledo y Mencos               | 1926–1991                          |
| XIV                                           | Alonso Álvarez de Toledo y Merry del Val         | 1992-hoy                           |

## Historia genealógica
- Francisco de Borja Álvarez de Toledo y Gonzaga, IX marqués de Martorell;

Sucedió por Real Carta del 10 de marzo de 1855 su hijo primogénito
- Pedro de Alcántara Álvarez de Toledo y Palafox, X marqués de Martorell, XVII duque de Medina Sidonia, etc., cuatro veces grande de España, que fue embajador en San Petersburgo del Rey carlista Carlos V, y después —al servicio de Isabel II— senador del Reino, ministro de Marina, gentilhombre y caballerizo mayor de la Reina, gran cruz de Carlos III y tenitente hermano mayor de la Real Maestranza de Sevilla. Casó con María del Pilar de Silva Bazán y Téllez-Girón, hija de los marqueses de Santa Cruz.

Sucedió, por cesión inter vivos y Real Carta del 24 de diciembre de 1866, su hijo segundo
- Alonso Tomás Álvarez de Toledo y Silva (1835-1895), XI marqués de Martorell, coronel de Infantería, maestrante de Sevilla. Nació en Nápoles el 21 de junio de 1835, fue bautizado en Santa María de las Nieves el 25 y falleció en Madrid el 11 de julio de 1895.

Casó en Madrid, parroquial de San Sebastián, el 2 de julio de 1866 con Genoveva de Samaniego y Pando, IX marquesa de Miraflores y VII de Casa Pontejos, dos veces grande de España, X condesa de la Ventosa, dama de las Reinas María Cristina y Victoria Eugenia y de la Orden de María Luisa y presidenta de la Junta de Damas de Honor y Mérito de Madrid, que nació en París —donde el marqués de Miraflores, su abuelo materno, era embajador ante el Rey Luis Felipe—, fue bautizada en la parroquial de San Felipe de Roule el 3 de enero de 1841, y falleció el 21 de enero de 1926. Era hermana única de Honorio de Samaniego y Pando, VIII marqués de Miraflores, a quien sucedió en este título y grandeza, V conde de Villapaterna, X vizconde de la Armería, diputado a Cortes, senador por derecho propio, caballero del Toisón de Oro, grandes cruces de Carlos III e Isabel la Católica y maestrante de Valencia, primer montero del Rey Alfonso XIII y su gentilhombre de Cámara con ejercicio y servidumbre, que murió sin descendencia en 1917. E hija de Manuel de Samaniego Urbina Pizarro y Asprer, IX vizconde de la Armería, de los marqueses de Valverde de la Sierra y de Monte Real, caballero de Calatrava, y de Carlota de Pando y Moñino, VII marquesa de Miraflores y VI de Casa Pontejos, grande de España, dama de la Reina Isabel II y de la Orden de María Luisa.
Tuvieron cinco hijos varones:
1. Pedro de Alcántara Álvarez de Toledo y Samaniego, que sigue,
2. Manuel Álvarez de Toledo y Samaniego (1868-1932), X marqués de Miraflores y VIII de Casa Pontejos, dos veces grande de España, VI conde de Villapaterna, licenciado in utroque jure,[5] diplomático de carrera, consejero de Estado,[6] presidente de la Cruz Roja Española,[7] Secretario de la Diputación de la Grandeza de España,[8] consejero de la Caja de Ahorros y Monte de Piedad de Madrid,[9] caballero gran cruz de Isabel la Católica[10] y maestrante de Sevilla, gentilhombre de Cámara del Rey Alfonso XIII con ejercicio y servidumbre, jefe de la Casa de los infantes Doña María Teresa y Don Fernando. Nació en París el 19 de noviembre de 1868 y falleció en San Sebastián (Guipúzcoa) el 29 de julio de 1932, a los 63 de edad.[11] Casó dos veces: primera en Pamplona el 26 de febrero de 1896 con María de la Blanca Mencos y Rebolledo de Palafox, X condesa de Eril y XI de los Arcos, dos veces grande de España, XV marquesa de Navarrés y X de San Felices de Aragón. Nacida el 19 de octubre de 1873, era hija de Joaquín María de Mencos y Ezpeleta, IX conde de Guenduláin y del Vado, grande de España, marqués de la Real Defensa y barón de Bigüezal, caballero de la Orden de Malta, maestrante de Zaragoza y collar de Carlos III, académico de la Real de San Fernando, senador del Reino por derecho propio, gentilhombre de Cámara de S.M. con ejercicio y servidumbre, y de María del Pilar Rebolledo de Palafox y Guzmán, su primera mujer, de los condes de los Arcos y marqueses de Lazán. Y segunda vez casó en 1918 con María del Rosario Mencos y Sanjuán, prima carnal de la anterior y también dama de la Reina, viuda de Pedro de León y Manjón, VI marqués del Valle de la Reina. Esta señora falleció sin prole en Burgos el 24 de octubre de 1934, siendo viuda por segunda vez, y fue enterrada en Hernani; era hija de Alberto de Mencos y Ezpeleta, VII conde del Fresno de la Fuente, maestrante de Sevilla, hermano del IX conde de Guenduláin, y de María de los Ángeles de Sanjuán y Garvey, de los marqueses de San Juan, que en segundas nupcias casó con el conde de Benamejí y de las Cuevas del Becerro. El marqués de Miraflores tuvo trece hijos de su primera mujer. El quinto de ellos, y tercero de los varones, fue
Joaquín Álvarez de Toledo y Mencos, que seguirá como XIII marqués de Martorell.
3. Ildefonso o Alonso Álvarez de Toledo y Samaniego, X marqués de Villanueva de Valdueza, caballero de Calatrava,[12] Primer Montero del Rey Alfonso XIII,[13] natural de Madrid, que fue bautizado en San Sebastián el 18 de mayo de 1870 y murió asesinado en Paracuellos de Jarama en noviembre de 1936 (junto con su hijo el vizconde de la Armería y su sobrino el marqués de Navarrés). Casó con María de la Paz Cabeza de Vaca y Fernández de Córdoba, presidenta de la Junta de Damas de Honor y Mérito de Madrid,[14] natural de esta villa y bautizada en San José el 30 de diciembre de 1872, hija de Mariano Cabeza de Vaca y Morales, V marqués de Portago, grande de España, IX conde de Catres, y de Francisca de Borja Fernández de Córdoba y Bernaldo de Quirós, de los condes de Sástago. Con descendencia en que siguen el marquesado de Valdueza y el vizcondado de la Armería.
4. Honorio Álvarez de Toledo y Samaniego, nacido en 1873.
5. Y José María Álvarez de Toledo y Samaniego, XI conde de la Ventosa, general de Caballería,[15] grandes cruces de San Hermenegildo y del Mérito Militar, que nació el 17 de mayo de 1881 en Madrid, donde finó el 30 de agosto de 1950. Notable fotógrafo aficionado, presidente de la Real Sociedad Fotográfica de Madrid.[16] Casó dos veces: primera en Madrid el 19 de marzo de 1912 con María del Pilar Frígola y Muguiro, sin sucesión, hija de Carlos Frígola y Palavicino, barón del Castillo de Chirel, y de María del Patrocinio de Muguiro y Finat, de los condes de Muguiro. Y segunda vez casó el 5 de mayo de 1916 con María de las Mercedes Mencos y Bernaldo de Quirós, hermana consanguínea de la primera mujer de Manuel, nacida en Pamplona el 30 de abril de 1885, hija de Joaquín María de Mencos y Ezpeleta, IX conde de Guenduláin, grande de España, y de María de la Fuencisla Bernaldo de Quiros y Muñoz, su segunda mujer, I marquesa de Eslava, también con grandeza (hija a su vez de los marqueses de Campo Sagrado y nieta materna de la Reina Gobernadora). De la segunda tuvo descendencia en que sigue el condado de la Ventosa.

Sucedió en 1896 su hijo primogénito
- Pedro de Alcántara Álvarez de Toledo y Samaniego (1867-1925), XII marqués de Martorell, coronel de Caballería de Húsares de la Princesa, caballero de Calatrava,[17] gentilhombre de Cámara de Alfonso XIII con ejercicio y servidumbre, que nació en Murcia el 27 de octubre de 1867 y falleció el 17 de enero de 1925,[18] antes que su madre. Fue un destacado jinete y criador de caballos, fundador de la Real Sociedad Hípica Española,[19] secretario de la Sociedad de Fomento de la Cría Caballar de España[20] y jefe del equipo español de equitación en las Olimpiadas de París (1924).[21] La cuadra que poseía —en asociación con Valentín Menéndez y San Juan, conde de la Cimera— ganó los más importantes premios hípicos en el primer cuarto del siglo XX.[22]

Casó tardíamente en Madrid el 25 de mayo de 1922 con María del Pilar Caro y Széchenyi, en terceras nupcias de ella. Era dama de la Reina Victoria Eugenia, de la Orden de María Luisa y de la Junta de Damas de Honor y Mérito de Madrid; había estado antes casada con José María Guillamas y Piñeyro, xi marqués de San Felices, y con Carlos Martínez de Irujo y del Alcázar, viii duque de Sotomayor, y tenía prole de ambos, pero no la hubo de este matrimonio. Nacida en Palma de Mallorca el 26 de febrero de 1864 y finada en Madrid el 28 de diciembre de 1931, era hija de Pedro Caro y Álvarez de Toledo, v marqués de la Romana, grande de España, y de Isabel Széchenyi y Zichy.
Sucedió su sobrino (hijo de su hermano Manuel, marqués de Miraflores)
- Joaquín Álvarez de Toledo y Mencos, XIII marqués de Martorell, que nació en San Sebastián (Guipúzcoa) el 10 de julio de 1901 y finó en Madrid el 25 de noviembre de 1991. Casó con María Teresa Merry del Val y García-Zapata, fallecida en Madrid el 5 de febrero de 1996, hija de Pedro Merry del Val y Zulueta, ingeniero que nació Londres en 1867 y falleció en Tánger en 1958, y de Dolores García Zapata, su mujer. Era sobrina carnal del cardenal Rafael Merry del Val, secretario de Estado de la Santa Sede con el Papa San Pío X, y de Alfonso Merry del Val y Zulueta, I marqués de Merry del Val, embajador de España en Londres, y nieta de otro Rafael Merry del Val, embajador en Bélgica y ante la Santa Sede y ministro plenipotenciario en la corte imperial de Viena, gentilhombre de Cámara de S.M., caballero de la Orden de Malta y grandes cruces de las de Carlos III, Isabel la Católica, San Esteban de Hungría y San Gregorio Magno, natural de Sevilla, y de Sofía de Zulueta y Wilcox, que lo era de Londres, de los condes de Torre Díaz.[24]

Sucedió su hijo
- Alonso Álvarez de Toledo y Merry del Val, XIV y actual marqués de Martorell.[25]

## Árbol genealógico
| Titulares         |
| ----------------- |
| Barones Marqueses |

|                                                           |                                                           |                                                           |                                                           |                                                           |                                                           |  |  | Galcerán de Requeséns, I barón de Molins de Rei († 1465)                                                            | | | | | |  |  | | | | | | |  |  | | | | | | |  |  | | | | | | |  |  |  |  | | | | | | |  |  |  |  |  |  |  |  |  |  |  |  |  |  |
|                                                           |                                                           |                                                           |                                                           |                                                           |                                                           |  |  | | | | | | |  |  | | | | | | |  |  | | | | | | |  |  | | | | | | |  |  |  |  | | | | | | |  |  |  |  |  |  |  |  |  |  |  |  |  |  |
|                                                           |                                                           |                                                           |                                                           |                                                           |                                                           |  |  | | | | | | |  |  | | | | | | |  |  | | | | | | |  |  | | | | | | |  |  |  |  | | | | | | |  |  |  |  |  |  |  |  |  |  |  |  |  |  |
|                                                           |                                                           |                                                           |                                                           |                                                           |                                                           |  |  | Luis de Requeséns, II conde de Palamós, I barón de Martorell (1435-1509)                                            | Luis de Requeséns, II conde de Palamós, I barón de Martorell (1435-1509)                                            | Luis de Requeséns, II conde de Palamós, I barón de Martorell (1435-1509)                                            | Luis de Requeséns, II conde de Palamós, I barón de Martorell (1435-1509)                                            | Luis de Requeséns, II conde de Palamós, I barón de Martorell (1435-1509)                                            | Luis de Requeséns, II conde de Palamós, I barón de Martorell (1435-1509)                                            |  |  | Galcerán de Requeséns, I conde de Palamós (1439-1505)                                                              | Galcerán de Requeséns, I conde de Palamós (1439-1505)                                                   | Galcerán de Requeséns, I conde de Palamós (1439-1505)                                                   | Galcerán de Requeséns, I conde de Palamós (1439-1505)                                                   | Galcerán de Requeséns, I conde de Palamós (1439-1505)                                                   | Galcerán de Requeséns, I conde de Palamós (1439-1505)                                                   |  |  | | | | | | |  |  | | | | | | |  |  |  |  | | | | | | |  |  |  |  |  |  |  |  |  |  |  |  |  |  |
|                                                           |                                                           |                                                           |                                                           |                                                           |                                                           |  |  | Luis de Requeséns, II conde de Palamós, I barón de Martorell (1435-1509)                                            | Luis de Requeséns, II conde de Palamós, I barón de Martorell (1435-1509)                                            | Luis de Requeséns, II conde de Palamós, I barón de Martorell (1435-1509)                                            | Luis de Requeséns, II conde de Palamós, I barón de Martorell (1435-1509)                                            | Luis de Requeséns, II conde de Palamós, I barón de Martorell (1435-1509)                                            | Luis de Requeséns, II conde de Palamós, I barón de Martorell (1435-1509)                                            |  |  | Galcerán de Requeséns, I conde de Palamós (1439-1505)                                                              | Galcerán de Requeséns, I conde de Palamós (1439-1505)                                                   | Galcerán de Requeséns, I conde de Palamós (1439-1505)                                                   | Galcerán de Requeséns, I conde de Palamós (1439-1505)                                                   | Galcerán de Requeséns, I conde de Palamós (1439-1505)                                                   | Galcerán de Requeséns, I conde de Palamós (1439-1505)                                                   |  |  | | | | | | |  |  | | | | | | |  |  |  |  | | | | | | |  |  |  |  |  |  |  |  |  |  |  |  |  |  |
|                                                           |                                                           |                                                           |                                                           |                                                           |                                                           |  |  | | | | | | |  |  | | | | | | |  |  | | | | | | |  |  | | | | | | |  |  |  |  | | | | | | |  |  |  |  |  |  |  |  |  |  |  |  |  |  |
| Galcerán Luis de Requeséns, III conde de Avelino († 1507) | Galcerán Luis de Requeséns, III conde de Avelino († 1507) | Galcerán Luis de Requeséns, III conde de Avelino († 1507) | Galcerán Luis de Requeséns, III conde de Avelino († 1507) | Galcerán Luis de Requeséns, III conde de Avelino († 1507) | Galcerán Luis de Requeséns, III conde de Avelino († 1507) |  |  | Estefanía de Requeséns, II baronesa de Martorell († 1549)                                                           | Estefanía de Requeséns, II baronesa de Martorell († 1549)                                                           | Estefanía de Requeséns, II baronesa de Martorell († 1549)                                                           | Estefanía de Requeséns, II baronesa de Martorell († 1549)                                                           | Estefanía de Requeséns, II baronesa de Martorell († 1549)                                                           | Estefanía de Requeséns, II baronesa de Martorell († 1549)                                                           |  |  | Isabel de Requeséns, duquesa de Soma, III condesa de Palamós († 1535) Con sucesión en la casa de Sessa.            | Isabel de Requeséns, duquesa de Soma, III condesa de Palamós († 1535) Con sucesión en la casa de Sessa. | Isabel de Requeséns, duquesa de Soma, III condesa de Palamós († 1535) Con sucesión en la casa de Sessa. | Isabel de Requeséns, duquesa de Soma, III condesa de Palamós († 1535) Con sucesión en la casa de Sessa. | Isabel de Requeséns, duquesa de Soma, III condesa de Palamós († 1535) Con sucesión en la casa de Sessa. | Isabel de Requeséns, duquesa de Soma, III condesa de Palamós († 1535) Con sucesión en la casa de Sessa. |  |  | | | | | | |  |  | | | | | | |  |  |  |  | | | | | | |  |  |  |  |  |  |  |  |  |  |  |  |  |  |
| Galcerán Luis de Requeséns, III conde de Avelino († 1507) | Galcerán Luis de Requeséns, III conde de Avelino († 1507) | Galcerán Luis de Requeséns, III conde de Avelino († 1507) | Galcerán Luis de Requeséns, III conde de Avelino († 1507) | Galcerán Luis de Requeséns, III conde de Avelino († 1507) | Galcerán Luis de Requeséns, III conde de Avelino († 1507) |  |  | Estefanía de Requeséns, II baronesa de Martorell († 1549)                                                           | Estefanía de Requeséns, II baronesa de Martorell († 1549)                                                           | Estefanía de Requeséns, II baronesa de Martorell († 1549)                                                           | Estefanía de Requeséns, II baronesa de Martorell († 1549)                                                           | Estefanía de Requeséns, II baronesa de Martorell († 1549)                                                           | Estefanía de Requeséns, II baronesa de Martorell († 1549)                                                           |  |  | Isabel de Requeséns, duquesa de Soma, III condesa de Palamós († 1535) Con sucesión en la casa de Sessa.            | Isabel de Requeséns, duquesa de Soma, III condesa de Palamós († 1535) Con sucesión en la casa de Sessa. | Isabel de Requeséns, duquesa de Soma, III condesa de Palamós († 1535) Con sucesión en la casa de Sessa. | Isabel de Requeséns, duquesa de Soma, III condesa de Palamós († 1535) Con sucesión en la casa de Sessa. | Isabel de Requeséns, duquesa de Soma, III condesa de Palamós († 1535) Con sucesión en la casa de Sessa. | Isabel de Requeséns, duquesa de Soma, III condesa de Palamós († 1535) Con sucesión en la casa de Sessa. |  |  | | | | | | |  |  | | | | | | |  |  |  |  | | | | | | |  |  |  |  |  |  |  |  |  |  |  |  |  |  |
|                                                           |                                                           |                                                           |                                                           |                                                           |                                                           |  |  | Luis de Requeséns, III barón de Martorell (1528-1576)                                                               | | | | | |  |  | | | | | | |  |  | | | | | | |  |  | | | | | | |  |  |  |  | | | | | | |  |  |  |  |  |  |  |  |  |  |  |  |  |  |
|                                                           |                                                           |                                                           |                                                           |                                                           |                                                           |  |  | | | | | | |  |  | | | | | | |  |  | | | | | | |  |  | | | | | | |  |  |  |  | | | | | | |  |  |  |  |  |  |  |  |  |  |  |  |  |  |
|                                                           |                                                           |                                                           |                                                           |                                                           |                                                           |  |  | Mencía de Requeséns, marquesa de los Vélez, después condesa de Benavente, IV baronesa de Martorell (1557-1618)      | | | | | |  |  | | | | | | |  |  | | | | | | |  |  | | | | | | |  |  |  |  | | | | | | |  |  |  |  |  |  |  |  |  |  |  |  |  |  |
|                                                           |                                                           |                                                           |                                                           |                                                           |                                                           |  |  | | | | | | |  |  | | | | | | |  |  | | | | | | |  |  | | | | | | |  |  |  |  | | | | | | |  |  |  |  |  |  |  |  |  |  |  |  |  |  |
|                                                           |                                                           |                                                           |                                                           |                                                           |                                                           |  |  | Luis Fajardo, IV marqués de los Vélez (1576-1631)                                                                   | | | | | |  |  | | | | | | |  |  | | | | | | |  |  | | | | | | |  |  |  |  | | | | | | |  |  |  |  |  |  |  |  |  |  |  |  |  |  |
|                                                           |                                                           |                                                           |                                                           |                                                           |                                                           |  |  | | | | | | |  |  | | | | | | |  |  | | | | | | |  |  | | | | | | |  |  |  |  | | | | | | |  |  |  |  |  |  |  |  |  |  |  |  |  |  |
|                                                           |                                                           |                                                           |                                                           |                                                           |                                                           |  |  | Pedro Fajardo, V marqués de los Vélez, II marqués de Martorell (1602-1647)                                          | | | | | |  |  | | | | | | |  |  | | | | | | |  |  | | | | | | |  |  |  |  | | | | | | |  |  |  |  |  |  |  |  |  |  |  |  |  |  |
|                                                           |                                                           |                                                           |                                                           |                                                           |                                                           |  |  | | | | | | |  |  | | | | | | |  |  | | | | | | |  |  | | | | | | |  |  |  |  | | | | | | |  |  |  |  |  |  |  |  |  |  |  |  |  |  |
|                                                           |                                                           |                                                           |                                                           |                                                           |                                                           |  |  | | | | | | |  |  | | | | | | |  |  | | | | | | |  |  | | | | | | |  |  |  |  | | | | | | |  |  |  |  |  |  |  |  |  |  |  |  |  |  |
| Luis Francisco Fajardo, I marqués de Martorell († 1637)   | Luis Francisco Fajardo, I marqués de Martorell († 1637)   | Luis Francisco Fajardo, I marqués de Martorell († 1637)   | Luis Francisco Fajardo, I marqués de Martorell († 1637)   | Luis Francisco Fajardo, I marqués de Martorell († 1637)   | Luis Francisco Fajardo, I marqués de Martorell († 1637)   |  |  | Fernando Joaquín Fajardo, VI marqués de los Vélez, III marqués de Martorell (1635-1693)                             | Fernando Joaquín Fajardo, VI marqués de los Vélez, III marqués de Martorell (1635-1693)                             | Fernando Joaquín Fajardo, VI marqués de los Vélez, III marqués de Martorell (1635-1693)                             | Fernando Joaquín Fajardo, VI marqués de los Vélez, III marqués de Martorell (1635-1693)                             | Fernando Joaquín Fajardo, VI marqués de los Vélez, III marqués de Martorell (1635-1693)                             | Fernando Joaquín Fajardo, VI marqués de los Vélez, III marqués de Martorell (1635-1693)                             |  |  | María Teresa Fajardo, duquesa de Montalto, VII marquesa de los Vélez, IV marquesa de Martorell († 1715)            | María Teresa Fajardo, duquesa de Montalto, VII marquesa de los Vélez, IV marquesa de Martorell († 1715) | María Teresa Fajardo, duquesa de Montalto, VII marquesa de los Vélez, IV marquesa de Martorell († 1715) | María Teresa Fajardo, duquesa de Montalto, VII marquesa de los Vélez, IV marquesa de Martorell († 1715) | María Teresa Fajardo, duquesa de Montalto, VII marquesa de los Vélez, IV marquesa de Martorell († 1715) | María Teresa Fajardo, duquesa de Montalto, VII marquesa de los Vélez, IV marquesa de Martorell († 1715) |  |  | | | | | | |  |  | | | | | | |  |  |  |  | | | | | | |  |  |  |  |  |  |  |  |  |  |  |  |  |  |
| Luis Francisco Fajardo, I marqués de Martorell († 1637)   | Luis Francisco Fajardo, I marqués de Martorell († 1637)   | Luis Francisco Fajardo, I marqués de Martorell († 1637)   | Luis Francisco Fajardo, I marqués de Martorell († 1637)   | Luis Francisco Fajardo, I marqués de Martorell († 1637)   | Luis Francisco Fajardo, I marqués de Martorell († 1637)   |  |  | Fernando Joaquín Fajardo, VI marqués de los Vélez, III marqués de Martorell (1635-1693)                             | Fernando Joaquín Fajardo, VI marqués de los Vélez, III marqués de Martorell (1635-1693)                             | Fernando Joaquín Fajardo, VI marqués de los Vélez, III marqués de Martorell (1635-1693)                             | Fernando Joaquín Fajardo, VI marqués de los Vélez, III marqués de Martorell (1635-1693)                             | Fernando Joaquín Fajardo, VI marqués de los Vélez, III marqués de Martorell (1635-1693)                             | Fernando Joaquín Fajardo, VI marqués de los Vélez, III marqués de Martorell (1635-1693)                             |  |  | María Teresa Fajardo, duquesa de Montalto, VII marquesa de los Vélez, IV marquesa de Martorell († 1715)            | María Teresa Fajardo, duquesa de Montalto, VII marquesa de los Vélez, IV marquesa de Martorell († 1715) | María Teresa Fajardo, duquesa de Montalto, VII marquesa de los Vélez, IV marquesa de Martorell († 1715) | María Teresa Fajardo, duquesa de Montalto, VII marquesa de los Vélez, IV marquesa de Martorell († 1715) | María Teresa Fajardo, duquesa de Montalto, VII marquesa de los Vélez, IV marquesa de Martorell († 1715) | María Teresa Fajardo, duquesa de Montalto, VII marquesa de los Vélez, IV marquesa de Martorell († 1715) |  |  | | | | | | |  |  | | | | | | |  |  |  |  | | | | | | |  |  |  |  |  |  |  |  |  |  |  |  |  |  |
|                                                           |                                                           |                                                           |                                                           |                                                           |                                                           |  |  | | | | | | |  |  | Catalina de Moncada y Aragón, marquesa de Villafranca, IX duquesa de Montalto, V marquesa de Martorell (1665-1727) | | | | | |  |  | | | | | | |  |  | | | | | | |  |  |  |  | | | | | | |  |  |  |  |  |  |  |  |  |  |  |  |  |  |
|                                                           |                                                           |                                                           |                                                           |                                                           |                                                           |  |  | | | | | | |  |  | | | | | | |  |  | | | | | | |  |  | | | | | | |  |  |  |  | | | | | | |  |  |  |  |  |  |  |  |  |  |  |  |  |  |
|                                                           |                                                           |                                                           |                                                           |                                                           |                                                           |  |  | | | | | | |  |  | Fadrique Vicente de Toledo Osorio, IX marqués de Villafranca, VI marqués de Martorell (1686-1753)                  | | | | | |  |  | | | | | | |  |  | | | | | | |  |  |  |  | | | | | | |  |  |  |  |  |  |  |  |  |  |  |  |  |  |
|                                                           |                                                           |                                                           |                                                           |                                                           |                                                           |  |  | | | | | | |  |  | | | | | | |  |  | | | | | | |  |  | | | | | | |  |  |  |  | | | | | | |  |  |  |  |  |  |  |  |  |  |  |  |  |  |
|                                                           |                                                           |                                                           |                                                           |                                                           |                                                           |  |  | | | | | | |  |  | Antonio Álvarez de Toledo Osorio, X marqués de Villafranca, VII marqués de Martorell (1716–1773)                   | | | | | |  |  | | | | | | |  |  | | | | | | |  |  |  |  | | | | | | |  |  |  |  |  |  |  |  |  |  |  |  |  |  |
|                                                           |                                                           |                                                           |                                                           |                                                           |                                                           |  |  | | | | | | |  |  | | | | | | |  |  | | | | | | |  |  | | | | | | |  |  |  |  | | | | | | |  |  |  |  |  |  |  |  |  |  |  |  |  |  |
|                                                           |                                                           |                                                           |                                                           |                                                           |                                                           |  |  | | | | | | |  |  | | | | | | |  |  | | | | | | |  |  | | | | | | |  |  |  |  | | | | | | |  |  |  |  |  |  |  |  |  |  |  |  |  |  |
|                                                           |                                                           |                                                           |                                                           |                                                           |                                                           |  |  | José Álvarez de Toledo, duque de Alba, XV duque de Medina Sidonia, VIII marqués de Martorell (1756–1796)            | José Álvarez de Toledo, duque de Alba, XV duque de Medina Sidonia, VIII marqués de Martorell (1756–1796)            | José Álvarez de Toledo, duque de Alba, XV duque de Medina Sidonia, VIII marqués de Martorell (1756–1796)            | José Álvarez de Toledo, duque de Alba, XV duque de Medina Sidonia, VIII marqués de Martorell (1756–1796)            | José Álvarez de Toledo, duque de Alba, XV duque de Medina Sidonia, VIII marqués de Martorell (1756–1796)            | José Álvarez de Toledo, duque de Alba, XV duque de Medina Sidonia, VIII marqués de Martorell (1756–1796)            |  |  | Francisco de Borja Álvarez de Toledo, XVI duque de Medina Sidonia, IX marqués de Martorell (1763–1821)             | Francisco de Borja Álvarez de Toledo, XVI duque de Medina Sidonia, IX marqués de Martorell (1763–1821)  | Francisco de Borja Álvarez de Toledo, XVI duque de Medina Sidonia, IX marqués de Martorell (1763–1821)  | Francisco de Borja Álvarez de Toledo, XVI duque de Medina Sidonia, IX marqués de Martorell (1763–1821)  | Francisco de Borja Álvarez de Toledo, XVI duque de Medina Sidonia, IX marqués de Martorell (1763–1821)  | Francisco de Borja Álvarez de Toledo, XVI duque de Medina Sidonia, IX marqués de Martorell (1763–1821)  |  |  | | | | | | |  |  | | | | | | |  |  |  |  | | | | | | |  |  |  |  |  |  |  |  |  |  |  |  |  |  |
|                                                           |                                                           |                                                           |                                                           |                                                           |                                                           |  |  | José Álvarez de Toledo, duque de Alba, XV duque de Medina Sidonia, VIII marqués de Martorell (1756–1796)            | José Álvarez de Toledo, duque de Alba, XV duque de Medina Sidonia, VIII marqués de Martorell (1756–1796)            | José Álvarez de Toledo, duque de Alba, XV duque de Medina Sidonia, VIII marqués de Martorell (1756–1796)            | José Álvarez de Toledo, duque de Alba, XV duque de Medina Sidonia, VIII marqués de Martorell (1756–1796)            | José Álvarez de Toledo, duque de Alba, XV duque de Medina Sidonia, VIII marqués de Martorell (1756–1796)            | José Álvarez de Toledo, duque de Alba, XV duque de Medina Sidonia, VIII marqués de Martorell (1756–1796)            |  |  | Francisco de Borja Álvarez de Toledo, XVI duque de Medina Sidonia, IX marqués de Martorell (1763–1821)             | Francisco de Borja Álvarez de Toledo, XVI duque de Medina Sidonia, IX marqués de Martorell (1763–1821)  | Francisco de Borja Álvarez de Toledo, XVI duque de Medina Sidonia, IX marqués de Martorell (1763–1821)  | Francisco de Borja Álvarez de Toledo, XVI duque de Medina Sidonia, IX marqués de Martorell (1763–1821)  | Francisco de Borja Álvarez de Toledo, XVI duque de Medina Sidonia, IX marqués de Martorell (1763–1821)  | Francisco de Borja Álvarez de Toledo, XVI duque de Medina Sidonia, IX marqués de Martorell (1763–1821)  |  |  | | | | | | |  |  | | | | | | |  |  |  |  | | | | | | |  |  |  |  |  |  |  |  |  |  |  |  |  |  |
|                                                           |                                                           |                                                           |                                                           |                                                           |                                                           |  |  | | | | | | |  |  | Pedro de Alcántara Álvarez de Toledo, XVII duque de Medina Sidonia, X marqués de Martorell (1803–1867)             | | | | | |  |  | | | | | | |  |  | | | | | | |  |  |  |  | | | | | | |  |  |  |  |  |  |  |  |  |  |  |  |  |  |
|                                                           |                                                           |                                                           |                                                           |                                                           |                                                           |  |  | | | | | | |  |  | | | | | | |  |  | | | | | | |  |  | | | | | | |  |  |  |  | | | | | | |  |  |  |  |  |  |  |  |  |  |  |  |  |  |
|                                                           |                                                           |                                                           |                                                           |                                                           |                                                           |  |  | | | | | | |  |  | | | | | | |  |  | | | | | | |  |  | | | | | | |  |  |  |  | | | | | | |  |  |  |  |  |  |  |  |  |  |  |  |  |  |
|                                                           |                                                           |                                                           |                                                           |                                                           |                                                           |  |  | José Joaquín Álvarez de Toledo, XVIII duque de Medina Sidonia (1826–1900) Con sucesión en la casa de Medina Sidonia | José Joaquín Álvarez de Toledo, XVIII duque de Medina Sidonia (1826–1900) Con sucesión en la casa de Medina Sidonia | José Joaquín Álvarez de Toledo, XVIII duque de Medina Sidonia (1826–1900) Con sucesión en la casa de Medina Sidonia | José Joaquín Álvarez de Toledo, XVIII duque de Medina Sidonia (1826–1900) Con sucesión en la casa de Medina Sidonia | José Joaquín Álvarez de Toledo, XVIII duque de Medina Sidonia (1826–1900) Con sucesión en la casa de Medina Sidonia | José Joaquín Álvarez de Toledo, XVIII duque de Medina Sidonia (1826–1900) Con sucesión en la casa de Medina Sidonia |  |  | Alonso Tomás Álvarez de Toledo, marqués de Miraflores, XI marqués de Martorell (1835-1895)                         | Alonso Tomás Álvarez de Toledo, marqués de Miraflores, XI marqués de Martorell (1835-1895)              | Alonso Tomás Álvarez de Toledo, marqués de Miraflores, XI marqués de Martorell (1835-1895)              | Alonso Tomás Álvarez de Toledo, marqués de Miraflores, XI marqués de Martorell (1835-1895)              | Alonso Tomás Álvarez de Toledo, marqués de Miraflores, XI marqués de Martorell (1835-1895)              | Alonso Tomás Álvarez de Toledo, marqués de Miraflores, XI marqués de Martorell (1835-1895)              |  |  | | | | | | |  |  | | | | | | |  |  |  |  | | | | | | |  |  |  |  |  |  |  |  |  |  |  |  |  |  |
|                                                           |                                                           |                                                           |                                                           |                                                           |                                                           |  |  | José Joaquín Álvarez de Toledo, XVIII duque de Medina Sidonia (1826–1900) Con sucesión en la casa de Medina Sidonia | José Joaquín Álvarez de Toledo, XVIII duque de Medina Sidonia (1826–1900) Con sucesión en la casa de Medina Sidonia | José Joaquín Álvarez de Toledo, XVIII duque de Medina Sidonia (1826–1900) Con sucesión en la casa de Medina Sidonia | José Joaquín Álvarez de Toledo, XVIII duque de Medina Sidonia (1826–1900) Con sucesión en la casa de Medina Sidonia | José Joaquín Álvarez de Toledo, XVIII duque de Medina Sidonia (1826–1900) Con sucesión en la casa de Medina Sidonia | José Joaquín Álvarez de Toledo, XVIII duque de Medina Sidonia (1826–1900) Con sucesión en la casa de Medina Sidonia |  |  | Alonso Tomás Álvarez de Toledo, marqués de Miraflores, XI marqués de Martorell (1835-1895)                         | Alonso Tomás Álvarez de Toledo, marqués de Miraflores, XI marqués de Martorell (1835-1895)              | Alonso Tomás Álvarez de Toledo, marqués de Miraflores, XI marqués de Martorell (1835-1895)              | Alonso Tomás Álvarez de Toledo, marqués de Miraflores, XI marqués de Martorell (1835-1895)              | Alonso Tomás Álvarez de Toledo, marqués de Miraflores, XI marqués de Martorell (1835-1895)              | Alonso Tomás Álvarez de Toledo, marqués de Miraflores, XI marqués de Martorell (1835-1895)              |  |  | | | | | | |  |  | | | | | | |  |  |  |  | | | | | | |  |  |  |  |  |  |  |  |  |  |  |  |  |  |
|                                                           |                                                           |                                                           |                                                           |                                                           |                                                           |  |  | | | | | | |  |  | | | | | | |  |  | | | | | | |  |  | | | | | | |  |  |  |  | | | | | | |  |  |  |  |  |  |  |  |  |  |  |  |  |  |
|                                                           |                                                           |                                                           |                                                           |                                                           |                                                           |  |  | | | | | | |  |  | Pedro de Alcántara Álvarez de Toledo, XII marqués de Martorell (1867-1925)                                         | Pedro de Alcántara Álvarez de Toledo, XII marqués de Martorell (1867-1925)                              | Pedro de Alcántara Álvarez de Toledo, XII marqués de Martorell (1867-1925)                              | Pedro de Alcántara Álvarez de Toledo, XII marqués de Martorell (1867-1925)                              | Pedro de Alcántara Álvarez de Toledo, XII marqués de Martorell (1867-1925)                              | Pedro de Alcántara Álvarez de Toledo, XII marqués de Martorell (1867-1925)                              |  |  | Manuel Álvarez de Toledo, VI marqués de Miraflores (1868-1932);                                              | Manuel Álvarez de Toledo, VI marqués de Miraflores (1868-1932);                                              | Manuel Álvarez de Toledo, VI marqués de Miraflores (1868-1932);                                              | Manuel Álvarez de Toledo, VI marqués de Miraflores (1868-1932);                                              | Manuel Álvarez de Toledo, VI marqués de Miraflores (1868-1932);                                              | Manuel Álvarez de Toledo, VI marqués de Miraflores (1868-1932);                                              |  |  | Alonso Álvarez de Toledo y Samaniego, x marqués de Valdueza (-1936) Con sucesión en los marqueses de Valdueza | Alonso Álvarez de Toledo y Samaniego, x marqués de Valdueza (-1936) Con sucesión en los marqueses de Valdueza | Alonso Álvarez de Toledo y Samaniego, x marqués de Valdueza (-1936) Con sucesión en los marqueses de Valdueza | Alonso Álvarez de Toledo y Samaniego, x marqués de Valdueza (-1936) Con sucesión en los marqueses de Valdueza | Alonso Álvarez de Toledo y Samaniego, x marqués de Valdueza (-1936) Con sucesión en los marqueses de Valdueza | Alonso Álvarez de Toledo y Samaniego, x marqués de Valdueza (-1936) Con sucesión en los marqueses de Valdueza |  |  |  |  | José María Álvarez de Toledo y Samaniego, xi conde de la Ventosa (1881-1950) Con sucesión en los condes de la Ventosa | José María Álvarez de Toledo y Samaniego, xi conde de la Ventosa (1881-1950) Con sucesión en los condes de la Ventosa | José María Álvarez de Toledo y Samaniego, xi conde de la Ventosa (1881-1950) Con sucesión en los condes de la Ventosa | José María Álvarez de Toledo y Samaniego, xi conde de la Ventosa (1881-1950) Con sucesión en los condes de la Ventosa | José María Álvarez de Toledo y Samaniego, xi conde de la Ventosa (1881-1950) Con sucesión en los condes de la Ventosa | José María Álvarez de Toledo y Samaniego, xi conde de la Ventosa (1881-1950) Con sucesión en los condes de la Ventosa |  |  |  |  |  |  |  |  |  |  |  |  |  |  |
|                                                           |                                                           |                                                           |                                                           |                                                           |                                                           |  |  | | | | | | |  |  | Pedro de Alcántara Álvarez de Toledo, XII marqués de Martorell (1867-1925)                                         | Pedro de Alcántara Álvarez de Toledo, XII marqués de Martorell (1867-1925)                              | Pedro de Alcántara Álvarez de Toledo, XII marqués de Martorell (1867-1925)                              | Pedro de Alcántara Álvarez de Toledo, XII marqués de Martorell (1867-1925)                              | Pedro de Alcántara Álvarez de Toledo, XII marqués de Martorell (1867-1925)                              | Pedro de Alcántara Álvarez de Toledo, XII marqués de Martorell (1867-1925)                              |  |  | Manuel Álvarez de Toledo, VI marqués de Miraflores (1868-1932);                                              | Manuel Álvarez de Toledo, VI marqués de Miraflores (1868-1932);                                              | Manuel Álvarez de Toledo, VI marqués de Miraflores (1868-1932);                                              | Manuel Álvarez de Toledo, VI marqués de Miraflores (1868-1932);                                              | Manuel Álvarez de Toledo, VI marqués de Miraflores (1868-1932);                                              | Manuel Álvarez de Toledo, VI marqués de Miraflores (1868-1932);                                              |  |  | Alonso Álvarez de Toledo y Samaniego, x marqués de Valdueza (-1936) Con sucesión en los marqueses de Valdueza | Alonso Álvarez de Toledo y Samaniego, x marqués de Valdueza (-1936) Con sucesión en los marqueses de Valdueza | Alonso Álvarez de Toledo y Samaniego, x marqués de Valdueza (-1936) Con sucesión en los marqueses de Valdueza | Alonso Álvarez de Toledo y Samaniego, x marqués de Valdueza (-1936) Con sucesión en los marqueses de Valdueza | Alonso Álvarez de Toledo y Samaniego, x marqués de Valdueza (-1936) Con sucesión en los marqueses de Valdueza | Alonso Álvarez de Toledo y Samaniego, x marqués de Valdueza (-1936) Con sucesión en los marqueses de Valdueza |  |  |  |  | José María Álvarez de Toledo y Samaniego, xi conde de la Ventosa (1881-1950) Con sucesión en los condes de la Ventosa | José María Álvarez de Toledo y Samaniego, xi conde de la Ventosa (1881-1950) Con sucesión en los condes de la Ventosa | José María Álvarez de Toledo y Samaniego, xi conde de la Ventosa (1881-1950) Con sucesión en los condes de la Ventosa | José María Álvarez de Toledo y Samaniego, xi conde de la Ventosa (1881-1950) Con sucesión en los condes de la Ventosa | José María Álvarez de Toledo y Samaniego, xi conde de la Ventosa (1881-1950) Con sucesión en los condes de la Ventosa | José María Álvarez de Toledo y Samaniego, xi conde de la Ventosa (1881-1950) Con sucesión en los condes de la Ventosa |  |  |  |  |  |  |  |  |  |  |  |  |  |  |
|                                                           |                                                           |                                                           |                                                           |                                                           |                                                           |  |  | | | | | | |  |  | | | | | | |  |  | | | | | | |  |  | | | | | | |  |  |  |  | | | | | | |  |  |  |  |  |  |  |  |  |  |  |  |  |  |
|                                                           |                                                           |                                                           |                                                           |                                                           |                                                           |  |  | | | | | | |  |  | | | | | | |  |  | Alonso Álvarez de Toledo, VII marqués de Miraflores (1896-1990) Con sucesión en los marqueses de Miraflores. | Alonso Álvarez de Toledo, VII marqués de Miraflores (1896-1990) Con sucesión en los marqueses de Miraflores. | Alonso Álvarez de Toledo, VII marqués de Miraflores (1896-1990) Con sucesión en los marqueses de Miraflores. | Alonso Álvarez de Toledo, VII marqués de Miraflores (1896-1990) Con sucesión en los marqueses de Miraflores. | Alonso Álvarez de Toledo, VII marqués de Miraflores (1896-1990) Con sucesión en los marqueses de Miraflores. | Alonso Álvarez de Toledo, VII marqués de Miraflores (1896-1990) Con sucesión en los marqueses de Miraflores. |  |  | Joaquín Álvarez de Toledo, XIII marqués de Martorell (1901-1991)                                              | Joaquín Álvarez de Toledo, XIII marqués de Martorell (1901-1991)                                              | Joaquín Álvarez de Toledo, XIII marqués de Martorell (1901-1991)                                              | Joaquín Álvarez de Toledo, XIII marqués de Martorell (1901-1991)                                              | Joaquín Álvarez de Toledo, XIII marqués de Martorell (1901-1991)                                              | Joaquín Álvarez de Toledo, XIII marqués de Martorell (1901-1991)                                              |  |  |  |  | | | | | | |  |  |  |  |  |  |  |  |  |  |  |  |  |  |
|                                                           |                                                           |                                                           |                                                           |                                                           |                                                           |  |  | | | | | | |  |  | | | | | | |  |  | Alonso Álvarez de Toledo, VII marqués de Miraflores (1896-1990) Con sucesión en los marqueses de Miraflores. | Alonso Álvarez de Toledo, VII marqués de Miraflores (1896-1990) Con sucesión en los marqueses de Miraflores. | Alonso Álvarez de Toledo, VII marqués de Miraflores (1896-1990) Con sucesión en los marqueses de Miraflores. | Alonso Álvarez de Toledo, VII marqués de Miraflores (1896-1990) Con sucesión en los marqueses de Miraflores. | Alonso Álvarez de Toledo, VII marqués de Miraflores (1896-1990) Con sucesión en los marqueses de Miraflores. | Alonso Álvarez de Toledo, VII marqués de Miraflores (1896-1990) Con sucesión en los marqueses de Miraflores. |  |  | Joaquín Álvarez de Toledo, XIII marqués de Martorell (1901-1991)                                              | Joaquín Álvarez de Toledo, XIII marqués de Martorell (1901-1991)                                              | Joaquín Álvarez de Toledo, XIII marqués de Martorell (1901-1991)                                              | Joaquín Álvarez de Toledo, XIII marqués de Martorell (1901-1991)                                              | Joaquín Álvarez de Toledo, XIII marqués de Martorell (1901-1991)                                              | Joaquín Álvarez de Toledo, XIII marqués de Martorell (1901-1991)                                              |  |  |  |  | | | | | | |  |  |  |  |  |  |  |  |  |  |  |  |  |  |
|                                                           |                                                           |                                                           |                                                           |                                                           |                                                           |  |  | | | | | | |  |  | | | | | | |  |  | | | | | | |  |  | Alonso Álvarez de Toledo, XIV marqués de Martorell (n. 1931)                                                  | | | | | |  |  |  |  | | | | | | |  |  |  |  |  |  |  |  |  |  |  |  |  |  |
|                                                           |                                                           |                                                           |                                                           |                                                           |                                                           |  |  | | | | | | |  |  | | | | | | |  |  | | | | | | |  |  | | | | | | |  |  |  |  | | | | | | |  |  |  |  |  |  |  |  |  |  |  |  |  |  |
|                                                           |                                                           |                                                           |                                                           |                                                           |                                                           |  |  | | | | | | |  |  | | | | | | |  |  | | | | | | |  |  | Alonso Álvarez de Toledo y Müller                                                                             | | | | | |  |  |  |  | | | | | | |  |  |  |  |  |  |  |  |  |  |  |  |  |  |